# Жага до життя (роман)
Жага до життя (англ. Lust for Life; 1934) — біографічний роман Ірвінга Стоуна про життя відомого нідерландського художника Вінсента ван Гога. Пізніше, в 1956 році, Вінсент Мінеллі зняв за романом фільм, в головній ролі якого знявся Кірк Дуглас. Фільм 4 рази номінувався на Оскара і один раз отримав його.

## Історія
Одним із головних джерел автора було листування художника з його братом, Тео ван Гогом, яке була видане в трьох томах в 1927—1930 роках. В цих лисах Вінсент описує ставлення до знайомих, пошуки себе і створення таких знаменитих картин, як «Їдці картоплі», «Соняшники», «Спальня художника в Арлі», «Нічна тераса кафе» та інші. Автор відвідав місця, де бував Ван Гог в Голландії, Бельгії та Франції, зустрічався із сучасниками художника. Всі діалоги, за зізнанням автора, вигадані, але в головному викладі відповідають фактам.
Роман був відхилений 17 видавцями, перш ніж був виданий у 1934 році.

## Переклади українською
Книга Ірвінга Стоуна «Жага до життя» в українському перекладі була опублікована 2020 року видавництвом «Наш формат».
- Ірвінг Стоун. Жага до життя. Пер. з англ. Анна Марховська. — Київ: «Наш формат», 2020. — 488 с. ISBN 978-617-7863-23-5